# Salernitana Sport 1989-1990
Questa voce raccoglie le informazioni riguardanti la Salernitana Sport nelle competizioni ufficiali della stagione 1989-1990.

## Stagione

L'allenatore in panchina, Giancarlo Ansaloni

Esultanza del presidente Soglia

Amedeo Rosamilia del Centro Coordinamento Salernitana Club abbracciato dal presidente Giuseppe Soglia durante i festeggiamenti per l'avvenuta promozione in Serie B

Delusa dall'andamento della propria squadra, la tifoseria della Salernitana oramai scettica, a inizio stagione contesta inizialmente il presidente che amareggiato si dimette lasciando comunque a Franco Manni, direttore generale, il compito di rafforzare la rosa in vista del campionato 1989-90 che sta per iniziare.
Come allenatore viene scelto Giancarlo Ansaloni, e tra gli acquisti spicca Francesco Della Monica, che insieme al capitano Agostino Di Bartolomei, a Giuseppe Donatelli e Marco Pecoraro Scanio concorre a formare il reparto di maggiore forza della squadra, il centrocampo.
Le vittorie per 3-0 e 5-2 contro Torres e Francavilla alla settima e ottava giornata inducono il presidente Soglia a ritirare le proprie dimissioni. In campionato la squadra gira bene, trovandosi più volte nell'arco della stagione in testa alla classifica, e stazionando stabilmente ai primissimi posti della graduatoria, concorrendo in maniera autorevole, con Taranto, Giarre, e Casertana specialmente, per il salto di categoria.
Ottimo anche il cammino in Coppa Italia Serie C, laddove la squadra giungerà sino alla semifinale, quando sarà sconfitta dal Palermo; Palermo che poi vincerà al Vestuti contro i granata anche in campionato, a poche giornate dal termine del torneo, gettando nello sconforto l'intero ambiente salernitano, che si apprestava a festeggiare il raggiungimento di un traguardo storico, ormai ritenuto a portata di mano come non mai da svariati anni a quella parte; l'ottimismo subì una tremenda battuta d'arresto, nell'ambiente granata si temette di rivivere le delusioni delle stagioni passate.
Fortunatamente la vittoria della settimana successiva a Brindisi, in uno stadio che vide massicciamente presente la tifoseria campana in terra pugliese, restituí fiducia e portó la Salernitana a credere ancora più convintamente al raggiungimento del traguardo finale, ormai ad una sola gara di distanza.
La promozione si concretizzó infatti 7 giorni dopo, il 3 giugno 1990, giungendo al secondo posto finale grazie allo 0-0 maturato contro i primi in classifica del Taranto, all'ultima di campionato, in quella che sarà anche l'ultima partita che la Salernitana disputerà al Vestuti: dalla stagione seguente, oltre al ritorno in B dopo 23 anni, i granata potranno contare su di un nuovo stadio, di recente costruzione e molto più grande: l'Arechi.

## Divise e sponsor
Lo sponsor tecnico per la stagione 1989-1990 è Top 87, mentre lo sponsor ufficiale è Antonio Amato. La prima divisa è interamente granata chiaro con righe verticali bianche, mentre la seconda è interamente bianca.
| Casa | Trasferta |

## Organigramma societario
Fonte
Area direttiva
- Presidente: Giuseppe Soglia
- Direttore Generale: Franco Manni
- Segretario Generale: dott. Giuseppe Iodice

Area comunicazione
- Addetto Stampa: Gigi Murante

Area tecnica
- Allenatore: Giancarlo Ansaloni
- Allenatore in seconda: Gaetano Zeoli
- Preparatore Atletico: Antonio Perugino

Area sanitaria
- Medico Sociale: Corrado Liguori
- Massaggiatore: Bruno Carmando
- Magazziniere: Alfonso De Santo

## Rosa
| N. |                   | Ruolo | Calciatore                        |
| -- | ----------------- | ----- | --------------------------------- |
|    | Italia (bandiera) | P     | Massimo Battara                   |
|    | Italia (bandiera) | P     | Matteo Mancuso                    |
|    | Italia (bandiera) | P     | Enrico Nieri                      |
|    | Italia (bandiera) | D     | Raffaele Barrella                 |
|    | Italia (bandiera) | D     | Carmine Della Pietra              |
|    | Italia (bandiera) | D     | Giuseppe Di Sarno                 |
|    | Italia (bandiera) | D     | Ciro Ferrara                      |
|    | Italia (bandiera) | D     | Bruno Incarbona                   |
|    | Italia (bandiera) | D     | Mario Somma                       |
|    | Italia (bandiera) | D     | Gianpietro Torri                  |
|    | Italia (bandiera) | C     | Michele Amato                     |
|    | Italia (bandiera) | C     | Alberto Borsa                     |
|    | Italia (bandiera) | C     | Francesco Della Monica            |
|    | Italia (bandiera) | C     | Agostino Di Bartolomei (capitano) |

| N. |                   | Ruolo | Calciatore            |
| -- | ----------------- | ----- | --------------------- |
|    | Italia (bandiera) | C     | Giacinto Di Battista  |
|    | Italia (bandiera) | C     | Giuseppe Donatelli    |
|    | Italia (bandiera) | C     | Luciano Mauro         |
|    | Italia (bandiera) | C     | Marco Pecoraro Scanio |
|    | Italia (bandiera) | C     | Vincenzo Saracino     |
|    | Italia (bandiera) | C     | Fabio Visca           |
|    | Italia (bandiera) | A     | Eupremio Carruezzo    |
|    | Italia (bandiera) | A     | Vincenzo Gagliano     |
|    | Italia (bandiera) | A     | Enrico Gallo          |
|    | Italia (bandiera) | A     | Luca Gonano           |
|    | Italia (bandiera) | A     | Maurizio Lucchetti    |
|    | Italia (bandiera) | A     | Matteo Memoli         |
|    | Italia (bandiera) | A     | Adelino Zennaro       |
|    | Italia (bandiera) | A     | Ernesto Vaccaro       |

## Risultati

### Serie C1

#### Girone di andata
| Salerno 17 settembre 1989 1ª giornata                | Salernitana | 2 – 0 (2 – 0) referto | Sambenedettese | Stadio Donato Vestuti |
| \| \| \| \| \| Lucchetti 14’, 18’ \| Marcatori \| \| |             |                       |                |                       |
|                                                      |             |                       |                |                       |
| Lucchetti 14’, 18’                                   | Marcatori   |                       |                |                       |

| Andria 24 settembre 1989 2ª giornata | Fidelis Andria | 0 – 0 (0 – 0) referto | Salernitana | Stadio Degli Ulivi |

| Salerno 1º ottobre 1989 3ª giornata | Salernitana | 0 – 0 (0 – 0) referto | Siracusa | Stadio Donato Vestuti |

| Pozzuoli 8 ottobre 1989 4ª giornata                                                              | Campania Puteolana | 1 – 2 (0 – 1) referto                     | Salernitana | Stadio Domenico Conte |
| \| \| \| \| \| Sciarappa 58’ (rig.) \| Marcatori \| 43’ Della Pietra 63’ (rig.) Di Bartolomei \| |                    |                                           |             |                       |
|                                                                                                  |                    |                                           |             |                       |
| Sciarappa 58’ (rig.)                                                                             | Marcatori          | 43’ Della Pietra 63’ (rig.) Di Bartolomei |             |                       |

| Salerno 15 ottobre 1989 5ª giornata | Salernitana | 0 – 0 (0 – 0) referto | Ischia Isolaverde | Stadio Donato Vestuti |

| Giarre 22 ottobre 1989 6ª giornata | Giarre | 0 – 0 (0 – 0) referto | Salernitana | Stadio Regionale |

| Salerno 29 ottobre 1989 7ª giornata                                         | Salernitana | 3 – 0 (1 – 0) referto | Torres | Stadio Donato Vestuti |
| \| \| \| \| \| Donatelli 42’ Incarbona 65’ Carruezzo 75’ \| Marcatori \| \| |             |                       |        |                       |
|                                                                             |             |                       |        |                       |
| Donatelli 42’ Incarbona 65’ Carruezzo 75’                                   | Marcatori   |                       |        |                       |

| Salerno 5 novembre 1989 8ª giornata                                                                                | Salernitana | 5 – 2 (3 – 1) referto  | Francavilla | Stadio Donato Vestuti |
| \| \| \| \| \| Pecoraro 23’ Ferrara 36’, 61’ Carruezzo 39’ Incarbona 86’ \| Marcatori \| 30’ Di Baia 51’ Guerra \| |             |                        |             |                       |
| |             |                        |             |                       |
| Pecoraro 23’ Ferrara 36’, 61’ Carruezzo 39’ Incarbona 86’                                                          | Marcatori   | 30’ Di Baia 51’ Guerra |             |                       |

| Monopoli 12 novembre 1989 9ª giornata | Monopoli | 0 – 0 (0 – 0) referto | Salernitana | Stadio Vito Simone Veneziani |

| Salerno 19 novembre 1989 10ª giornata | Salernitana | 0 – 0 (0 – 0) referto | Casarano | Stadio Donato Vestuti |

| Arbitro: | Bettin (Padova) |

|                            |           |                                       |
| Salvadori 46’ Cipriani 53’ | Marcatori | 18’ Pecoraro 86’ (rig.) Di Bartolomei |

| Caserta 3 dicembre 1989 12ª giornata                                                      | Casertana | 2 – 2 (2 – 0) referto         | Salernitana | Stadio Alberto Pinto |
| \| \| \| \| \| Petriello 3’ Brandani 26’ \| Marcatori \| 53’, 85’ (rig.) Di Bartolomei \| |           |                               |             |                      |
|                                                                                           |           |                               |             |                      |
| Petriello 3’ Brandani 26’                                                                 | Marcatori | 53’, 85’ (rig.) Di Bartolomei |             |                      |

| Arbitro: | Collina (Viareggio) |

|                                         |           |              |
| Della Pietra 37’ Gonano 48’ Ferrara 58’ | Marcatori | 17’ Cozzella |

| Salerno 17 dicembre 1989 14ª giornata         | Salernitana | 1 – 0 (1 – 0) referto | Perugia | Stadio Donato Vestuti |
| \| \| \| \| \| Ferrara 13’ \| Marcatori \| \| |             |                       |         |                       |
|                                               |             |                       |         |                       |
| Ferrara 13’                                   | Marcatori   |                       |         |                       |

| Trapani 30 dicembre 1989 15ª giornata                                    | Palermo   | 1 – 2 (1 – 2) referto     | Salernitana | Stadio Polisportivo Provinciale |
| \| \| \| \| \| De Sensi 23’ \| Marcatori \| 26’ Ferrara 45’ Carruezzo \| |           |                           |             |                                 |
|                                                                          |           |                           |             |                                 |
| De Sensi 23’                                                             | Marcatori | 26’ Ferrara 45’ Carruezzo |             |                                 |

| Salerno 7 gennaio 1990 16ª giornata | Salernitana | 0 – 0 (0 – 0) referto | Brindisi | Stadio Donato Vestuti |

| Arbitro: | Bazzoli (Merano) |

|                                        |           |  |
| Insanguine 38’ (rig.), 90+1’ Picci 86’ | Marcatori |  |

#### Girone di ritorno
| San Benedetto del Tronto 18 gennaio 1990 18ª giornata | Sambenedettese | 0 – 0 (0 – 0) referto | Salernitana | Stadio Riviera delle Palme |

| Salerno 4 febbraio 1990 19ª giornata                        | Salernitana | 1 – 1 (0 – 0) referto | Fidelis Andria | Stadio Donato Vestuti |
| \| \| \| \| \| Lucchetti 87’ \| Marcatori \| 78’ Martini \| |             |                       |                |                       |
|                                                             |             |                       |                |                       |
| Lucchetti 87’                                               | Marcatori   | 78’ Martini           |                |                       |

| Siracusa 11 febbraio 1990 20ª giornata                          | Siracusa  | 1 – 1 (1 – 0) referto | Salernitana | Stadio Nicola De Simone |
| \| \| \| \| \| Bizzarri 41’ \| Marcatori \| 74’ Della Pietra \| |           |                       |             |                         |
|                                                                 |           |                       |             |                         |
| Bizzarri 41’                                                    | Marcatori | 74’ Della Pietra      |             |                         |

| Salerno 18 febbraio 1990 21ª giornata | Salernitana | 6 – 4 (1 – 2) referto                          | Campania Puteolana | Stadio Donato Vestuti |
| \| \| \| \| \| Gonano 27’ (rig.), 71’ (rig.) Della Pietra 46’ Lucchetti 75’, 77’ Della Monica 85’ \| Marcatori \| 18’ Cerri 45’, 54’ Lunerti 81’ (rig.) Tomasino \| |             |                                                |                    |                       |
| |             |                                                |                    |                       |
| Gonano 27’ (rig.), 71’ (rig.) Della Pietra 46’ Lucchetti 75’, 77’ Della Monica 85’                                                                                  | Marcatori   | 18’ Cerri 45’, 54’ Lunerti 81’ (rig.) Tomasino |                    |                       |

| Benevento 4 marzo 1990 22ª giornata                | Ischia Isolaverde | 0 – 1 (0 – 0) referto | Salernitana | Stadio Ciro Vigorito |
| \| \| \| \| \| \| Marcatori \| 55’ Della Monica \| |                   |                       |             |                      |
|                                                    |                   |                       |             |                      |
|                                                    | Marcatori         | 55’ Della Monica      |             |                      |

| Salerno 11 marzo 1990 23ª giornata                 | Salernitana | 1 – 0 (0 – 0) referto | Giarre | Stadio Donato Vestuti |
| \| \| \| \| \| Della Pietra 73’ \| Marcatori \| \| |             |                       |        |                       |
|                                                    |             |                       |        |                       |
| Della Pietra 73’                                   | Marcatori   |                       |        |                       |

| Sassari 18 marzo 1990 24ª giornata | Torres | 0 – 0 (0 – 0) referto | Salernitana | Stadio Vanni Sanna |

| Francavilla al Mare 25 marzo 1990 25ª giornata             | Francavilla | 0 – 2 (0 – 1) referto    | Salernitana | Stadio Valle Anzuca |
| \| \| \| \| \| \| Marcatori \| 38’ Gonano 86’ Lucchetti \| |             |                          |             |                     |
|                                                            |             |                          |             |                     |
|                                                            | Marcatori   | 38’ Gonano 86’ Lucchetti |             |                     |

| Salerno 1º aprile 1990 26ª giornata                        | Salernitana | 1 – 0 (0 – 0) referto | Monopoli | Stadio Donato Vestuti |
| \| \| \| \| \| Di Bartolomei 78’ (rig.) \| Marcatori \| \| |             |                       |          |                       |
|                                                            |             |                       |          |                       |
| Di Bartolomei 78’ (rig.)                                   | Marcatori   |                       |          |                       |

| Casarano 8 aprile 1990 27ª giornata                | Casarano  | 0 – 1 (0 – 0) referto | Salernitana | Stadio Giuseppe Capozza |
| \| \| \| \| \| \| Marcatori \| 65’ Della Pietra \| |           |                       |             |                         |
|                                                    |           |                       |             |                         |
|                                                    | Marcatori | 65’ Della Pietra      |             |                         |

| Arbitro: | Misticoni (Ascoli Piceno) |

|                              |           |                          |
| Di Bartolomei 5’, 11’ (rig.) | Marcatori | 75’ (aut.) Di Bartolomei |

| Salerno 29 aprile 1990 29ª giornata                                                                    | Salernitana | 2 – 2 (1 – 0) referto       | Casertana | Stadio Donato Vestuti |
| \| \| \| \| \| Di Bartolomei 39’ (rig.) Di Battista 69’ \| Marcatori \| 47’ Campilongo 76’ Solfrini \| |             |                             |           |                       |
| |             |                             |           |                       |
| Di Bartolomei 39’ (rig.) Di Battista 69’                                                               | Marcatori   | 47’ Campilongo 76’ Solfrini |           |                       |

| Arbitro: | Tommasi (Crema) |

|               |           |  |
| Chiarella 45’ | Marcatori |  |

| Perugia 13 maggio 1990 31ª giornata | Perugia | 0 – 0 (0 – 0) referto | Salernitana | Stadio Renato Curi |

| Salerno 20 maggio 1990 32ª giornata                | Salernitana | 0 – 2 (0 – 0) referto | Palermo | Stadio Donato Vestuti |
| \| \| \| \| \| \| Marcatori \| 61’, 89’ Cangini \| |             |                       |         |                       |
|                                                    |             |                       |         |                       |
|                                                    | Marcatori   | 61’, 89’ Cangini      |         |                       |

| Brindisi 27 maggio 1990 33ª giornata                | Brindisi  | 0 – 1 (0 – 1) referto | Salernitana | Stadio Franco Fanuzzi |
| \| \| \| \| \| \| Marcatori \| 43’ Di Bartolomei \| |           |                       |             |                       |
|                                                     |           |                       |             |                       |
|                                                     | Marcatori | 43’ Di Bartolomei     |             |                       |

| Salerno 3 giugno 1990 34ª giornata | Salernitana     | 0 – 0 (0 – 0) referto | Taranto | Stadio Donato Vestuti\| Arbitro: \| Cesari (Genova) \| |
| Arbitro:                           | Cesari (Genova) |                       |         |                                                        |

### Coppa Italia Serie C

#### Fase eliminatoria a gironi
| Salerno 20 agosto 1989, ore ? CEST 1ª giornata                                                              | Salernitana | 5 – 2 referto          | Battipagliese | Stadio Donato Vestuti |
| \| \| \| \| \| Lucchetti 8’, 16’ Della Pietra 53’ Gonano 81’, 89’ \| Marcatori \| 10’ Lucidi 82’ Mezzini \| |             |                        |               |                       |
| |             |                        |               |                       |
| Lucchetti 8’, 16’ Della Pietra 53’ Gonano 81’, 89’                                                          | Marcatori   | 10’ Lucidi 82’ Mezzini |               |                       |

| Cava de' Tirreni 23 agosto 1989, ore ? CEST 2ª giornata | Pro Cavese | 0 – 1 referto | Salernitana | Stadio Simonetta Lamberti |
| \| \| \| \| \| \| Marcatori \| 35’ Lucchetti \|         |            |               |             |                           |
|                                                         |            |               |             |                           |
|                                                         | Marcatori  | 35’ Lucchetti |             |                           |

| Salerno 27 agosto 1989, ore ? CEST 3ª giornata          | Salernitana | 2 – 0 referto | Trani | Stadio Donato Vestuti |
| \| \| \| \| \| Della Pietra 14’, 58’ \| Marcatori \| \| |             |               |       |                       |
|                                                         |             |               |       |                       |
| Della Pietra 14’, 58’                                   | Marcatori   |               |       |                       |

| Andria 3 settembre 1989, ore ? CEST 4ª giornata                                           | Fidelis Andria | 2 – 2 referto                | Salernitana | Stadio Degli Ulivi |
| \| \| \| \| \| Tomba 25’ Vinci 69’ (rig.) \| Marcatori \| 10’ Gonano 37’ Di Bartolomei \| |                |                              |             |                    |
|                                                                                           |                |                              |             |                    |
| Tomba 25’ Vinci 69’ (rig.)                                                                | Marcatori      | 10’ Gonano 37’ Di Bartolomei |             |                    |

| Salerno 6 settembre 1989, ore ? CEST 5ª giornata                                                        | Salernitana | 4 – 1 referto     | Bisceglie | Stadio Donato Vestuti |
| \| \| \| \| \| Amato 10’ Di Sarno 52’ Zennaro 79’ Della Pietra 84’ \| Marcatori \| 58’ (rig.) Pistis \| |             |                   |           |                       |
| |             |                   |           |                       |
| Amato 10’ Di Sarno 52’ Zennaro 79’ Della Pietra 84’                                                     | Marcatori   | 58’ (rig.) Pistis |           |                       |

| Potenza 10 settembre 1989, ore ? CEST 6ª giornata | Potenza   | 1 – 0 referto | Salernitana | Stadio Alfredo Viviani |
| \| \| \| \| \| Antoniceli 60’ \| Marcatori \| \|  |           |               |             |                        |
|                                                   |           |               |             |                        |
| Antoniceli 60’                                    | Marcatori |               |             |                        |

#### Fase finale
| Salerno 7 dicembre 1989, ore ? CET Sedicesimi di finale - Andata | Salernitana | 1 – 0 referto | Lodigiani | Stadio Donato Vestuti |
| \| \| \| \| \| Ferrara 22’ \| Marcatori \| \|                    |             |               |           |                       |
|                                                                  |             |               |           |                       |
| Ferrara 22’                                                      | Marcatori   |               |           |                       |

| Roma 21 dicembre 1989, ore ? CET Sedicesimi di finale - Ritorno | Lodigiani | 0 – 1 referto | Salernitana | Stadio Francesca Gianni di San Basilio |
| \| \| \| \| \| \| Marcatori \| 82’ Lucchetti \|                 |           |               |             |                                        |
|                                                                 |           |               |             |                                        |
|                                                                 | Marcatori | 82’ Lucchetti |             |                                        |

| Salerno 18 gennaio 1990, ore ? CET Ottavi di finale - Andata | Salernitana | 2 – 0 referto | Torres | Stadio Donato Vestuti |
| \| \| \| \| \| Gonano 14’ (rig.), 20’ \| Marcatori \| \|     |             |               |        |                       |
|                                                              |             |               |        |                       |
| Gonano 14’ (rig.), 20’                                       | Marcatori   |               |        |                       |

| Sassari 8 febbraio 1990, ore ? CET Ottavi di finale - Ritorno        | Torres    | 1 – 2                   | Salernitana | Stadio Vanni Sanna |
| \| \| \| \| \| Talevi 16’ \| Marcatori \| 50’ Lucchetti 88’ Gallo \| |           |                         |             |                    |
|                                                                      |           |                         |             |                    |
| Talevi 16’                                                           | Marcatori | 50’ Lucchetti 88’ Gallo |             |                    |

| Salerno 22 febbraio 1990, ore ? CET Quarti di finale - Andata | Salernitana | 1 – 0 referto | Sambenedettese | Stadio Donato Vestuti |
| \| \| \| \| \| Di Sarno 29’ \| Marcatori \| \|                |             |               |                |                       |
|                                                               |             |               |                |                       |
| Di Sarno 29’                                                  | Marcatori   |               |                |                       |

| San Benedetto del Tronto 22 marzo 1990, ore ? CET Quarti di finale - Ritorno | Sambenedettese | 0 – 0 referto | Salernitana | Stadio Riviera delle Palme |

| Trapani 11 aprile 1990, ore ? CEST Semifinale - Andata | Palermo   | 1 – 0 referto | Salernitana | Stadio Polisportivo Provinciale |
| \| \| \| \| \| De Sensi 83’ \| Marcatori \| \|         |           |               |             |                                 |
|                                                        |           |               |             |                                 |
| De Sensi 83’                                           | Marcatori |               |             |                                 |

| Salerno 25 aprile 1990, ore ? CEST Semifinale - Ritorno                                            | Salernitana | 2 – 2 (d.t.s.) referto            | Palermo | Stadio Donato Vestuti |
| \| \| \| \| \| Della Pietra 40’ Lucchetti 57’ \| Marcatori \| 79’ Cangini 105’ (rig.) Bresciani \| |             |                                   |         |                       |
| |             |                                   |         |                       |
| Della Pietra 40’ Lucchetti 57’                                                                     | Marcatori   | 79’ Cangini 105’ (rig.) Bresciani |         |                       |

## Statistiche
Statistiche aggiornate al 3 giugno 1990.

### Statistiche di squadra
| Competizione         | Punti | In casa | In casa | In casa | In casa | In casa | In casa | In trasferta | In trasferta | In trasferta | In trasferta | In trasferta | In trasferta | Totale | Totale | Totale | Totale | Totale | Totale | DR  |
| Competizione         | Punti | G       | V       | N       | P       | Gf      | Gs      | G            | V            | N            | P            | Gf           | Gs           | G      | V      | N      | P      | Gf     | Gs     | DR  |
| -------------------- | ----- | ------- | ------- | ------- | ------- | ------- | ------- | ------------ | ------------ | ------------ | ------------ | ------------ | ------------ | ------ | ------ | ------ | ------ | ------ | ------ | --- |
| Serie C1             | 46    | 17      | 9       | 7       | 1       | 27      | 13      | 17           | 6            | 9            | 2            | 14           | 11           | 34     | 15     | 16     | 3      | 41     | 24     | +17 |
| Coppa Italia Serie C | -     | 7       | 6       | 1       | 0       | 17      | 5       | 7            | 3            | 2            | 2            | 6            | 5            | 14     | 9      | 3      | 2      | 23     | 10     | +13 |
| Totale               | -     | 24      | 15      | 8       | 1       | 44      | 18      | 24           | 9            | 11           | 4            | 20           | 16           | 48     | 24     | 19     | 5      | 64     | 34     | +30 |

### Andamento in campionato
| Giornata  | 1 | 2 | 3 | 4 | 5 | 6 | 7 | 8 | 9 | 10 | 11 | 12 | 13 | 14 | 15 | 16 | 17 | 18 | 19 | 20 | 21 | 22 | 23 | 24 | 25 | 26 | 27 | 28 | 29 | 30 | 31 | 32 | 33 | 34 |
| --------- | - | - | - | - | - | - | - | - | - | -- | -- | -- | -- | -- | -- | -- | -- | -- | -- | -- | -- | -- | -- | -- | -- | -- | -- | -- | -- | -- | -- | -- | -- | -- |
| Luogo     | C | T | C | T | C | T | C | C | T | C  | T  | T  | C  | C  | T  | C  | T  | T  | C  | T  | C  | T  | C  | T  | T  | C  | T  | C  | C  | T  | T  | C  | T  | C  |
| Risultato | V | N | N | V | N | N | V | V | N | N  | N  | N  | V  | V  | V  | N  | P  | N  | N  | N  | V  | V  | V  | N  | V  | V  | V  | V  | N  | P  | N  | P  | V  | N  |

Legenda:

Luogo: C = Casa; T = Trasferta. Risultato: V = Vittoria; N = Pareggio; P = Sconfitta.

### Statistiche dei giocatori
Sono in corsivo i calciatori che hanno lasciato la società a stagione in corso.
| Giocatore        | Serie C1 | Serie C1 | Serie C1    | Serie C1   | Coppa Italia Serie C | Coppa Italia Serie C | Coppa Italia Serie C | Coppa Italia Serie C | Totale   | Totale | Totale      | Totale     |
| Giocatore        | Presenze | Reti     | Ammonizioni | Espulsioni | Presenze             | Reti                 | Ammonizioni          | Espulsioni           | Presenze | Reti   | Ammonizioni | Espulsioni |
| ---------------- | -------- | -------- | ----------- | ---------- | -------------------- | -------------------- | -------------------- | -------------------- | -------- | ------ | ----------- | ---------- |
| M. Amato         | 3        | 0        | ?           | ?          | ?                    | 1                    | ?                    | ?                    | 3+       | 1      | ?           | ?          |
| R. Barrella      | 0        | 0        | 0           | 0          | ?                    | 0                    | ?                    | ?                    | 0+       | 0      | 0+          | 0+         |
| M. Battara       | 31       | -21      | ?           | ?          | ?                    | -?                   | ?                    | ?                    | 31+      | -21+   | ?           | ?          |
| A. Borsa         | 0        | 0        | 0           | 0          | ?                    | 0                    | ?                    | ?                    | 0+       | 0      | 0+          | 0+         |
| E. Carruezzo     | 12       | 3        | ?           | ?          | ?                    | 0                    | ?                    | ?                    | 12+      | 3      | ?           | ?          |
| F. Della Monica  | 24       | 2        | ?           | ?          | ?                    | 0                    | ?                    | ?                    | 24+      | 2      | ?           | ?          |
| C. Della Pietra  | 34       | 6        | ?           | ?          | ?                    | 5                    | ?                    | ?                    | 34+      | 11     | ?           | ?          |
| A. Di Bartolomei | 30       | 9        | ?           | ?          | ?                    | 1                    | ?                    | ?                    | 30+      | 10     | ?           | ?          |
| G. Di Battista   | 31       | 1        | ?           | ?          | ?                    | 0                    | ?                    | ?                    | 31+      | 1      | ?           | ?          |
| G. Di Sarno      | 29       | 0        | ?           | ?          | ?                    | 2                    | ?                    | ?                    | 29+      | 2      | ?           | ?          |
| G. Donatelli     | 29       | 1        | ?           | ?          | ?                    | 0                    | ?                    | ?                    | 29+      | 1      | ?           | ?          |
| C. Ferrara       | 32       | 5        | ?           | ?          | ?                    | 1                    | ?                    | ?                    | 32+      | 6      | ?           | ?          |
| V. Gagliano      | 3        | 0        | ?           | ?          | ?                    | 0                    | ?                    | ?                    | 3+       | 0      | ?           | ?          |
| E. Gallo         | 1        | 0        | ?           | ?          | ?                    | 1                    | ?                    | ?                    | 1+       | 1      | ?           | ?          |
| L. Gonano        | 21       | 4        | ?           | ?          | ?                    | 5                    | ?                    | ?                    | 21+      | 9      | ?           | ?          |
| B. Incarbona     | 31       | 2        | ?           | ?          | ?                    | 0                    | ?                    | ?                    | 31+      | 2      | ?           | ?          |
| M. Lucchetti     | 25       | 6        | ?           | ?          | ?                    | 6                    | ?                    | ?                    | 25+      | 12     | ?           | ?          |
| M. Mancuso       | 0        | -0       | 0           | 0          | ?                    | -?                   | ?                    | ?                    | 0+       | -0+    | 0+          | 0+         |
| L. Mauro         | 4        | 0        | ?           | ?          | ?                    | 0                    | ?                    | ?                    | 4+       | 0      | ?           | ?          |
| N. Memoli        | 0        | 0        | 0           | 0          | ?                    | 0                    | ?                    | ?                    | 0+       | 0      | 0+          | 0+         |
| E. Nieri         | 3        | -3       | ?           | ?          | ?                    | -?                   | ?                    | ?                    | 3+       | -3+    | ?           | ?          |
| M. Pecoraro      | 34       | 2        | ?           | ?          | ?                    | 0                    | ?                    | ?                    | 34+      | 2      | ?           | ?          |
| V. Saracino      | 11       | 0        | ?           | ?          | ?                    | 0                    | ?                    | ?                    | 11+      | 0      | ?           | ?          |
| M. Somma         | 18       | 0        | ?           | ?          | ?                    | 0                    | ?                    | ?                    | 18+      | 0      | ?           | ?          |
| G. Torri         | 17       | 0        | ?           | ?          | ?                    | 0                    | ?                    | ?                    | 17+      | 0      | ?           | ?          |
| E. Vaccaro       | 1        | 0        | ?           | ?          | ?                    | 0                    | ?                    | ?                    | 1+       | 0      | ?           | ?          |
| F. Visca         | 0        | 0        | 0           | 0          | ?                    | 0                    | ?                    | ?                    | 0+       | 0      | 0+          | 0+         |
| A. Zennaro       | 11       | 0        | ?           | ?          | ?                    | 1                    | ?                    | ?                    | 11+      | 1      | ?           | ?          |

## Giovanili

### Organigramma
Fonte
- Responsabile Settore Giovanile: Matteo Severino
- Allenatore Berretti: Gaetano Zeoli